# Fulvio Rondini
Fulvio Rondini (Viterbo, 5 agosto 1965) è un dirigente sportivo ed ex calciatore italiano, di ruolo difensore. È anche presidente della squadra dilettantistica A.C.D Tuscar.

## Carriera

### Calciatore
Cresce nel Perugia, squadra della sua città, con la quale debuttò in Serie B nel 1984 rimanendovi fino al 1986.
In seguito passa per un anno alla Sambenedettese e per uno all'Arezzo sempre nella serie cadetta.
Nel 1988 torna al Perugia che, dopo 3 gare di Serie C1, lo cede al Monza dove milita per due campionati di Serie B.
Successivamente scende in Serie C1 con la maglia del Siracusa e dopo un anno e mezzo passa al Trento in Serie C2.
In carriera ha totalizzato 143 presenze (e 2 reti) in Serie B.

### Dirigente
Nell'autunno 2010 ha ricoperto per tre settimane il ruolo di Direttore Generale della Sangiovannese.
Il 17 aprile 2011 diviene poi Presidente della società valdarnese.